# Mathilde van Andechs
Mathilde van Andechs (overleden in 1245) was via haar huwelijk gravin-gemalin van Gorizia het huis Andechs.

## Levensloop
Mathilde was een dochter van graaf Berthold III van Andechs, onder de naam Berthold I bovendien markgraaf van Istrië, en diens eerste echtgenote Hedwig van Scheyern-Dachau-Wittelsbach.
Rond 1190 huwde Mathilde met graaf Engelbert III van Gorizia (overleden in 1220). Ze kregen een zoon: Meinhard I (1200/1205-1258), die naast markgraaf van Istrië en graaf van Gorizia ook graaf van Tirol en hertog van Meranië werd.
Mathilde was eveneens de stichtster van het dominicanenklooster Maria Steinach in Algund.